# Aysha (djur)
Aysha är ett släkte av spindlar. Aysha ingår i familjen spökspindlar.

## Dottertaxa
Följande arter listas som dottertaxa till Aysha:
- Aysha affinis
- Aysha albovittata
- Aysha basilisca
- Aysha bonaldoi
- Aysha boraceia
- Aysha borgmeyeri
- Aysha brevimana
- Aysha chicama
- Aysha clarovittata
- Aysha curumim
- Aysha diversicolor
- Aysha ericae
- Aysha fortis
- Aysha garruchos
- Aysha guaiba
- Aysha guarapuava
- Aysha helvola
- Aysha heraldica
- Aysha insulana
- Aysha janaita
- Aysha lagenifera
- Aysha lisei
- Aysha marinonii
- Aysha montenegro
- Aysha piassaguera
- Aysha pirassununga
- Aysha proseni
- Aysha prospera
- Aysha robusta
- Aysha rubromaculata
- Aysha striolata
- Aysha subruba
- Aysha taeniata
- Aysha taim
- Aysha tapejara
- Aysha tertulia
- Aysha triunfo
- Aysha vacaria
- Aysha yacupoi
- Aysha zenzesi